# 村松甚蔵
村松 甚蔵（甚藏、むらまつ じんぞう、1870年1月13日（明治2年12月12日）- 1945年（昭和20年）2月9日）は、明治から昭和前期の実業家、政治家。衆議院議員。

## 経歴
甲斐国山梨郡甲府柳町（山梨県西山梨郡甲府柳町を経て現甲府市中央）で、砂糖問屋・上野屋当主、先代・村松甚蔵の四男として生まれる。徽典館、垣岡精義の明憐社で漢学を学び、さらに山梨県師範学校で学んだ。1883年（明治16年）に上京し同人社で学んだ。1894年（明治27年）10月、兄善蔵の後を相続して甚蔵を襲名した。
1888年（明治21年）南洋貿易に従事し、その後、華南を遊歴し、1894年、朝鮮に渡り視察を行い帰国し、家業に従事した。甲府商業会議所議員、大日本製粉専務取締役、南日本製糖取締役、日新館製糸取締役、山梨林業社長、日清製粉監査役、富士川電力監査役などを務めた。
政界では、1919年（大正8年）山梨県会議員に選出され、同参事会員も務めた。1927年（昭和2年）2月27日、若尾璋八の辞職に伴う第15回衆議院議員総選挙山梨県第1区補欠選挙に立憲民政党から出馬して当選し、衆議院議員に1期在任した。
1910年（明治43年）甲府市の舞鶴城公園に南塘文庫に設け、その後、境町に私設図書館、汲古館を建設して同文庫を移して一般の利用に供し、また、慈善事業などにも私財を投じた。また、1917年（大正6年）甲府城跡を陸軍省から払下げを受ける資金として山梨県に1万1622円を寄付している。